# Admiral
Admiral je u većini modernih vojski najviši čin u ratnoj mornarici. Često se koristi kao skupni naziv za vrhovni zapovjedni kadar ratne mornarice (admiralitet). U kopnenoj vojsci i ratnom zrakoplovstvu odgovara mu čin generala. Naziv dolazi od arapske riječi amīr al-bahr (امير البحر ), što znači zapovjednik mora.
Admiralski činovi u većini vojska podjeljeni su u nekoliko stupnjeva. U Hrvatskoj ratnoj mornarici postoje pet admiralskih činova:
- admiral flote
- admiral
- viceadmiral
- kontraadmiral
- komodor.

U velikoj većini vojski svijeta, komodor nije admiralski čin, u Hrvatskoj je postao admiralskim činom 1999. godine.

## Povijest
Arapi su rabili te izraze i imali te činove u svojim ratnim i trgovačkim flotama već u 9. odnosno 10. stoljeću i tako nazivali vođe i zapovjednike većih brodskih sastava. U ono doba bili su i trgovački brodovi naoružani i plovili poput ratnih u zajedničkim sastavima i pod zajedničkim zapovjedništvom, da bi se što bolje osigurali od piratskih prepada i pothvata. Kasnije je taj izraz latiniziran i pretvoren u "admiratus" te ga u tom obliku nalazimo u 11. stoljeću u sicilijanskoj mornarici, gdje se tako naziva zapovjednik ratne flote. Genovežani rabe u 13. st. za svoje zapovjednike flota naziv "almirante", i taj čin nalazimo u raznim sredozemnim flotama, koje su prevozile pojedine križarske ekspedicije i vojske u Svetu Zemlju. Mlečani, iako poznati i slavni pomorci, ostaju međutim kod svojeg početnog naziva "capitano generale del mare" i tako zovu zapovjednike venecijanskih
flota i eskadra.
Englezi, Nizozemci, a nešto kasnije i Francuzi, zovu svoje vrhovne zapovjednike na moru admiralima, i to počevši od sredine 13. stoljeća. U velikim i moćnim flotama ovih naroda dobiva admiralski čin postupno i svoje gradacije u obliku kontra-admirala, viceadmirala i admirala. Admiralom se nazivao obično pomorski časnik na položaju glavnog zapovjednika flote (eskadre), viceadmiral je drugi po rangu iza njega i u borbenom odnosno marševnom poretku zapovjeda čeonom divizijom. Kontra-admiral je treći po rangu i zapovijeda brodovima na začelju. U vezi s tim poretkom je i sam naziv "kontraadmiral", engleski "rear admiral" ili u ranijoj talijanskoj terminologiji "retro ammi-raglio". Nizozemci, koji imaju jednu od najslavnijih pomorskih tradicija, zovu časnike čina kontra-admirala još i danas "schout-bij-nacht", i taj stari izraz potpuno odgovara naprijed spomenutom položaju borbene linije i poretka. Englezi su počevši od 1546. godine imali još i čin "lord high" admirala, koji je bio glavni zapovjednik cjelokupne britanske mornarice. Početkom 19. stoljeća taj je čin ukinut.
Spomenuta tri tradicionalna i osnovna admiralska čina odgovaraju generalskim činovima u vojsci i to: kontraadmiral brigadnom generalu, viceadmiral divizijskom generalu, admiral armijskom generalu. No, pored te gradacije admiralskih činova postoje naročito u nekim većim mornaricama još i drugi viši admiralski činovi. Tako je u ruskoj mornarici ranije postojao čin "general admirala" za najstarijeg i najvišeg zapovjednika. Nijemci su ranije imali čin vele-admirala, Großadmiral, a danas imaju još i general-admirala. Čin "Grossadmirala" je najviši i odgovara feldmaršalu. Taj se čin dobivao samo za osobite zasluge. U Velikoj Britaniji odgovara veleadmiralu čin "admiral of the fleet", koji su imali poznati admirali Jellicoe i Beatty.
Svi admiralski činovi bili su ranije podjeljivani samo pomorskim časnicima, ali se u novije doba takvi činovi daju i stručnim časnicima (mornaričkim liječnicima, inženjerima, intendantima itd.), dakako uz dodatak dotične struke. Sličan je slučaj i kod vojske s generalskim činovima. Lučkim admiralom naziva se glavnozapovjedajući admiral jedne ratne luke odnosno uporišta, baze itd.
| Jugoslavija                                                   | Francuska            | Grčka          | Nizozemska         | Italija (do 1946.)             | Japan         | Njemačka (do 1945.) | Njemačka (do 1945.) | Sjedinjene Američke Države | Sovjetski Savez                                                  | Španjolska                    | Turska      | Ujedinjeno kraljevstvo |
| ------------------------------------------------------------- | -------------------- | -------------- | ------------------ | ------------------------------ | ------------- | ------------------- | ------------------- | -------------------------- | ---------------------------------------------------------------- | ----------------------------- | ----------- | ---------------------- |
| —                                                             | —                    | —              | —                  | grande ammiraglio*             | —             | Großadmiral*        | Großadmiral*        | —                          | aдмира́л Фло́та Совéтского Сою́за (admirál Flóta Sovétskogo Soyúza) | capitán general de la Armada+ | büyükamiral | —                      |
| admiral flote                                                 | amiral de la Flotte  | archinavárchos | admiraal           | ammiraglio d'armatta*          | —             | Generaladmiral*     | Generaladmiral*     | fleet admiral*             | адмира́л фло́та (admirál flóta)                                    | almirante general             | koramiral   | admiral of the Fleet   |
| admiral flote                                                 | amiral de la Flotte  | archinavárchos | admiraal           | ammiraglio designato d'armata* | —             | Generaladmiral*     | Generaladmiral*     | fleet admiral*             | адмира́л фло́та (admirál flóta)                                    | almirante general             | koramiral   | admiral of the Fleet   |
| admiral                                                       | amiral               | návarchos      | luitenant admiraal | Italija                        | 海将 (Umishō) | SR Njemačka         | DR Njemačka         | admiral                    | адмира́л (admirál)                                                | almirante                     | oramiral    | admiral                |
| admiral                                                       | amiral               | návarchos      | luitenant admiraal | ammiraglio di suqadra          | 海将 (Umishō) | SR Njemačka         | DR Njemačka         | admiral                    | адмира́л (admirál)                                                | almirante                     | oramiral    | admiral                |
| admiral                                                       | amiral               | návarchos      | luitenant admiraal | Admiral                        | 海将 (Umishō) | Admiral             |                     | admiral                    | адмира́л (admirál)                                                | almirante                     | oramiral    | admiral                |
| viceadmiral                                                   | vice-amiral d'escade | antinávarchos  | vice-admiraal      | ammiraglio di divisione        | 海将 (Kaishō) | Vizeadmiral         | Vizeadmiral         | vice-admiral               | ви́це-адмира́л (vítse-admirál)                                     | vice almirante                | tümamiral   | vice admiral           |
| viceadmiral                                                   | vice-amiral          | antinávarchos  | vice-admiraal      | ammiraglio di divisione        | 海将 (Kaishō) | Vizeadmiral         | Vizeadmiral         | vice-admiral               | ви́це-адмира́л (vítse-admirál)                                     | vice almirante                | tümamiral   | vice admiral           |
| kontraadmiral                                                 | contre-amiral        | yponávarchos   | schout-bij-nacht   | contra ammiraglio              | 将補 (Shō-ho) | Konteradmiral       | Konteradmiral       | rear-admiral               | ко́нтр-адмира́л (kóntr-admirál)                                    | contra almirante              | tuğamiral   | rear admiral           |
| kontraadmiral                                                 | contre-amiral        | yponávarchos   | schout-bij-nacht   | contra ammiraglio              | 将補 (Shō-ho) | Flottillenadmiral   | Konteradmiral       | rear-admiral               | ко́нтр-адмира́л (kóntr-admirál)                                    | contra almirante              | tuğamiral   | rear admiral           |
| * – admiralski čin u Drugom svjetskom ratu + – kraljevski čin |                      |                |                    |                                |               |                     |                     |                            |                                                                  |                               |             |                        |

## Admiralitet
Admiralitet, najviša zapovjedna i upravna vlast ratne mornarice. Takav službeni naslov nosi i britanski Admiralitet (Admirality). Međutim u mnogim drugim mornaricama službeni je naziv ovakvih vlasti ministarstvo, sekretarijat, podsekretarijat, zapovjedništvo mornarice, itd. Admiralitet može imati isto značenje kao i generalitet, to jest kao skupni naziv za veći broj časnika admiralskog čina. U nekim drugim mornaricama znači admiralitet savjetodavno tijelo ili kolegij, sud, koji se sastoji od pomorskih časnika admiralskih činova. To se tijelo bavi različitim stvarima iz pomorskog prava, uprave, pomorske strategije, taktike, itd.

## Admiralski brod
Admiralski brod je plovna jedinica, na kojoj je stalno ukrcan i s koje upravlja svojom flotom, eskadrom ili sastavom zapovjedajući admiral. Svaka veća flota ima dva ili više admiralskih brodova, koji se nazivaju zapovjednim brodovima. Nijemci uzimaju riječ Flaggschiff, a Englezi Flagship za admiralski brod. Dobro poznati admiralski brodovi bili su "Victory", na kojem je bio ukrcan admiral Nelson za vrijeme bitke kod Trafalgara i koji se, vrlo dobro sačuvan, nalazi u Portsmouthu. "Mikasa" je bio zapovjedni brod admirala Toga u bitki kod Tsušime, "Iron Duke" vijao je zastavu admirala Jellicoe, a "Lion" zastavu admirala Beattyja kod Skagerraka. S broda "Ferdinand Max" zapovjedao je admiral Tegetthoff kod Visa.

## Admiralska zastava
Admiralska zastava (stijeg) vije se na jarbolu zapovjednog broda admirala dotičnog sastava, eskadre, flote itd. Svaki admiralski čin ima svoju naročitu zastavu, i svaka mornarica propisuje i obznanjuje admiralske stjegove tako, da se kod susreta pojedinih brodova u inozemstvu odmah zna, koji čin ima dotični zapovjedajućići admiral i koje mu počasti po međunarodnom ceremonijalu pripadaju. Admiralski stjegovi se viju prema činu i položaju ukrcanog admirala na raznim jarbolima zapovjednog broda. Zapovjednik flote i admiral vije svoju zastavu na glavnom jarbolu, viceadmiral odnosno drugi po rangu admiral unutar flotnog sastava ima svoju zastavu na prednjem jarbolu, a kontra admiral na krmenom jarbolu svoga zapovjednog broda, no to ovisi o propisima i praksi. Svi admiralski stjegovi (zastave) su kvadratnog oblika. Oni se svečano dižu kod preuzimanja zapovjedanja i isto tako spuštaju (iznimno uz odavanje počasne paljbe) kod konačnog iskrcavanja dotičnog admirala. Admiralska zastava (stijeg) je uvijek različitog oblika od državne i glavne brodske zastave, koja se vije na krmenom koplju odnosno sošnjaku. Pomorski časnici, koji nisu u admiralskom činu, a ipak zapovjedaju brodskim sastavima, viju također svoje zapovjedne zastave, ali su one različite od admiralskih stjegova.